# Зади Сери, Калеб
Калеб Зади Сери (фр. Caleb Zady Sery; род. 20 декабря 1999, Ганьоа) — ивуарийский футболист, полузащитник клуба «Воеводина».

## Клубная карьера
Сери — воспитанник клуба «Аяччо». 14 сентября 2018 года в матче против «Парижа» он дебютировал в Лиге 2. 3 мая 2019 года в поединке против «Орлеана» Калеб забил свой первый гол за «Аяччо». Летом того же года Сери перешёл в «Кан», подписав контракт на 5 лет. 27 сентября в матче против «Гренобля» он дебютировал за новую команду. 31 января 2020 года в поединке против «Шамбли» Калеб забил свой первый гол за «Кан».
В начале 2024 года Сери перешёл в сербский клуб «Войводина», подписав контракт на 3,5 года. 18 февраля в матче против «Радничков» из Крагуеваца он дебютировал в сербской Суперлиге. 2 марта в поединке против «Явора» Калеб забил свой первый гол за «Войводину».